# Rotterdamse derby (vrouwen)
De Rotterdamse derby is de voetbalwedstrijd tussen de Rotterdamse vrouwenvoetbalclubs Feyenoord en Excelsior, beiden actief in de Vrouwen Eredivisie. De derby wordt pas sinds het seizoen 2021/22 gespeeld nadat Feyenoord toetrad tot de vrouwelijke Eredivisie. Feyenoord heeft sinds de eerste ontmoeting acht keer gewonnen in alle competities, terwijl Excelsior haar stadsgenoot tweemaal wist te verslaan. Sparta Rotterdam heeft eveneens een vrouwenelftal, maar doordat zij actief zijn in de Vrouwen Eerste divisie hebben er nog geen ontmoetingen tussen de Spartanen en de overige Rotterdamse clubs plaatsgevonden.

## Uitslagen
| 2021/22                                                                                        | Eredivisie 2021/22 | Excelsior | 1–2                 | Feyenoord | Stephanie Coelho Aurélio                                                               | Romée van de Lavoir, Celainy Obispo                                   |
| 2021/22                                                                                        | Eredivisie 2021/22 | Feyenoord | 3–2                 | Excelsior | Romée van de Lavoir, Maxime Bennink (2x)                                               | Sabrine Ellouzi, Naomi Piqué                                          |
| 2021/22                                                                                        | Eredivisie 2021/22 | Feyenoord | 2–0                 | Excelsior | Maxime Bennink (2x)                                                                    |                                                                       |
| 2022/23                                                                                        | Eredivisie 2022/23 | Feyenoord | 2–1                 | Excelsior | Maxime Bennink, Pia Rijsdijk                                                           | Amber Verspaget (e.d.)                                                |
| 2022/23                                                                                        | Eredivisie 2022/23 | Excelsior | 1–0                 | Feyenoord |                                                                                        | Chelsea Homan                                                         |
| 2023/24                                                                                        | Eredivisie 2023/24 | Excelsior | 1–0                 | Feyenoord | Robine de Ridder                                                                       |                                                                       |
| 2023/24                                                                                        | Eredivisie 2023/24 | Feyenoord | 2–1                 | Excelsior | Jada Conijnenberg, Romée van de Lavoir                                                 | Rachel Kleine                                                         |
| 2024/25                                                                                        | Eredivisie 2024/25 | Excelsior | 3–5                 | Feyenoord | Sabrine Ellouzi, Yara Helderman, Jacintha Weimar (e.d.)                                | Esmee de Graaf, Toko Koga (2x), Ella Van Kerkhoven, Jada Conijnenberg |
| 2024/25                                                                                        | Eredivisie 2024/25 | Feyenoord | 7 – 0               | Excelsior | Celainy Obispo, Yaël Mollink (e.d.), Esmee de Graaf, Jarne Teulings (3×), Zera Hulswit |                                                                       |
| 2024/25                                                                                        | KNVB Beker 2024/25 | Excelsior | 2–4 (na verlenging) | Feyenoord | Dechamaily Lont, Katelyn Hendriks                                                      | Mao Itamura (2x), Ella Van Kerkhoven, Kirsten van de Westeringh       |
| Tabel voor het laatst bijgewerkt tot de wedstrijd Feyenoord – Excelsior (7 – 0) op 3 mei 2025. |                    |           |                     |           |                                                                                        |                                                                       |

## Statistieken

### Wedstrijdstatistieken
| Wedstrijdenstatistieken                                                                        | Wedstrijdenstatistieken | Wedstrijdenstatistieken | Wedstrijdenstatistieken | Wedstrijdenstatistieken | Wedstrijdenstatistieken | Wedstrijdenstatistieken |
| Competitie                                                                                     | Wedst.                  | EXC                     | Gelijk                  | FEY                     | DEXC                    | DFEY                    |
| ---------------------------------------------------------------------------------------------- | ----------------------- | ----------------------- | ----------------------- | ----------------------- | ----------------------- | ----------------------- |
| Eredivisie                                                                                     | 8                       | 2                       | 0                       | 6                       | 10                      | 21                      |
| KNVB beker                                                                                     | 1                       | 0                       | 0                       | 1                       | 2                       | 4                       |
| Kampioenscompetitie                                                                            | 1                       | 0                       | 0                       | 1                       | 0                       | 2                       |
| Eredivisie Cup                                                                                 | 0                       | 0                       | 0                       | 0                       | 0                       | 0                       |
| TOTAAL                                                                                         | 10                      | 2                       | 0                       | 8                       | 12                      | 27                      |
| Tabel voor het laatst bijgewerkt tot de wedstrijd Feyenoord - Excelsior (7 – 0) op 3 mei 2025. |                         |                         |                         |                         |                         |                         |

### Doelpuntenmaaksters
| Doelpuntenmaaksters Excelsior |                          |        |
| #                             | Naam                     | Aantal |
| 1.                            | Sabrine Ellouzi          | 2      |
| 2.                            | Stephanie Coelho Aurélio | 1      |
| 2.                            | Yara Helderman           | 1      |
| 2.                            | Katelyn Hendriks         | 1      |
| 2.                            | Chelsea Homan            | 1      |
| 2.                            | Rachel Kleine            | 1      |
| 2.                            | Dechamaily Lont          | 1      |
| 2.                            | Naomi Piqué              | 1      |
| 2.                            | Robine de Ridder         | 1      |
| Eigen doelpunt                |                          |        |
| 1.                            | Amber Verspaget          | 1      |
| 1.                            | Jacintha Weimar          | 1      |

| Doelpuntenmaaksters Feyenoord |                           |        |
| #                             | Naam                      | Aantal |
| 1.                            | Maxime Bennink            | 5      |
| 2.                            | Romée van de Lavoir       | 3      |
| 2.                            | Jarne Teulings            | 3      |
| 4.                            | Jada Conijnenberg         | 2      |
| 4.                            | Esmee de Graaf            | 2      |
| 4.                            | Mao Itamura               | 2      |
| 4.                            | Ella Van Kerkhoven        | 2      |
| 4.                            | Toko Koga                 | 2      |
| 4.                            | Celainy Obispo            | 2      |
| 10.                           | Zera Hulswit              | 1      |
| 10.                           | Pia Rijsdijk              | 1      |
| 10.                           | Kirsten van de Westeringh | 1      |
| Eigen doelpunt                |                           |        |
| 1.                            | Yaël Mollink              | 1      |